# Новопогореловское сельское поселение
Новопогоре́ловское се́льское поселе́ние — муниципальное образование в составе Карсунского района Ульяновской области. Административный центр — село Новое Погорелово. 

## Население
| 2010  | 2012  | 2013  | 2014  | 2015  | 2016  | 2017  |
| ----- | ----- | ----- | ----- | ----- | ----- | ----- |
| 1755  | ↘1687 | ↘1654 | ↘1607 | ↘1558 | ↘1528 | ↘1511 |
| 2018  | 2019  | 2020  | 2021  |       |       |       |
| ↘1470 | ↘1446 | ↘1384 | ↗1400 |       |       |       |

## Состав сельского поселения
В состав поселения входят 5 населённых пунктов: 3 села, 1 деревня и 1 посёлок.
| № | Населённый пункт | Тип населённого пункта       | Население |
| - | ---------------- | ---------------------------- | --------- |
| 1 | Кошелевка        | деревня                      | 9         |
| 2 | Красный Садок    | посёлок                      | 25        |
| 3 | Нагаево          | село                         | 609       |
| 4 | Новое Погорелово | село, административный центр | 638       |
| 5 | Сухой Карсун     | село                         | 474       |